# Mniuta (rzeka)
Mniuta (błr. Мнюта) – rzeka na Białorusi, prawy dopływ Dzisny. Płynie na terenie rejonu głębockiego i szarkowszczyńskiego obwodu witebskiego. Ma długość 41 km.

## Przebieg
Powierzchnia zlewni wynosi 873 km². Średni roczny przepływ wody w ujściu wynosi 5,6 m³/s. Średnie nachylenie lustra wody wynosi 1,1 ‰.
Dopływem jest rzeka Łuczajka.
Wypływa z jeziora Plisa w pobliżu wsi Plisa w rejonie głębockim, przepływa w granicach pojezierza święciańskiego i południowo-zachodniej części Niziny Połockiej przez jeziora Mniuta i Wielec, ujście znajduje się 0,5 km na wschód od wsi Bałbieczyno w rejonie szarkowszczyńskim.
Dolina Mniuty ma kształt skrzyni o szerokości 200–400 m. Koryto jest wąskie. Rzeka jest kręta. Szerokość kanału wynosi 15–30 m.